# Nicrophorinae
Nicrophorinae Kirby, 1837 è una sottofamiglia di coleotteri della famiglia Silphidae.

## Tassonomia
Comprende 4 generi:
- Eonecrophorus Kurosawa, 1985
- Nicrophorus Fabricius, 1775
- Ptomascopus Kraatz, 1876
- Palaeosilpha Flach, 1890 †